# Detective Conan: The Scarlet Bullet
Detective Conan: The Scarlet Bullet, även känd som Case Closed: The Scarlet Bullet (originaltitel: Meitantei Konan Hiiro no Dangan) är en japansk animerad mysteriefilm från 2021. Det är den tjugofjärde filmen i Case Closed-serien baserad på mangaserien Mästerdetektiven Conan av Gōshō Aoyama. 
Filmen släpptes i Japan den 16 april 2021. Den var egentligen planerad att släppas i april 2020 men blev försenad på grund av Coronaviruspandemin 2019–2021. Filmens släpp meddelades den 9 februari 2021 och trailrar släpptes på japanska, engelska, koreanska, tyska och kinesiska.

## Handling
Japan förbereder inför Olympiska sommarspelen 2020, i filmen kallat World Sports Games, världens störta sportevenemang som hålls i Tokyo. Snabbtåget Hyperlinear, höjdpunkten för Japans avancerade teknologi, kommer att köra tåg i samband med evenemanget och köra i hastigheter upp till 1 000 km/h mellan Shin-Nagoya station och den nybyggda stationen Shibahama station. När evenemanget väl börjar börjar katastrofer hända vid värdplatsen där alla sponsorer samlats. En kris börjar där branschledare kidnappas i snabb följd. I skuggorna väntar Shuichi Akai och ser krisen medan FBI-agenter inväntar hans order. Conan hittar att exakt samma typ av kidnappningar hände i Boston 15 år tidigare och det avslöjas att FBI hanterade undersökningen då.

## Röstskådespelare
| Karaktär            | Japansk röstskådespelare       | Engelsk röstskådespelare |
| ------------------- | ------------------------------ | ------------------------ |
| Conan Edogawa       | Minami Takayama                | Wendee Lee               |
| Ran Mōri            | Wakana Yamazaki                | Cristina Vee             |
| Kogorō Mōri         | Rikiya Koyama                  | Xander Mobus             |
| Shinichi Kudō       | Kappei Yamaguchi               | Griffin Burns            |
| Hiroshi Agasa       | Kenichi Ogata                  | Michael Sorich           |
| Ai Haibara          | Megumi Hayashibara             | Erica Mendez             |
| Ayumi Yoshida       | Yukiko Iwai                    | Janice Kawaye            |
| Mitsuhiko Tsuburaya | Ikue Ōtani                     | Erika Harlacher          |
| Genta Kojima        | Wataru Takagi                  | Andrew Russell           |
| Shuichi Akai        | Shūichi Ikeda                  | Keith Silverstein        |
| Subaru Okiya        | Ryōtarō Okiayu                 | TBA                      |
| Masumi Sera         | Noriko Hidaka                  | TBA                      |
| Shukichi Haneda     | Toshiyuki Morikawa             | TBA                      |
| Mary Sera           | Atsuko Tanaka                  | TBA                      |
| Yumi Miyamoto       | Yu Sugimoto                    | AmaLee                   |
| James Black         | Takaya Hashi                   | Jamieson Price           |
| André Camel         | Kiyoyuki Yanada                | Chris Tergliafera        |
| Jodie Starling      | Miyuki Ichijou                 | Maureen Price            |
| Juzo Megure         | Chafurin                       | Jake Eberle              |
| Miwako Sato         | Atsuko Yuya                    | Katelyn Gault            |
| Wataru Takagi       | Wataru Takagi                  | Christopher Bevins       |
| Ellie Ishioka       | Minami Hamabe                  | TBA                      |
| Maiko Shirahato     | Aya Hirano                     | Elsie Lovelock           |
| Osamu Inoue         | Kenichi Suzumura               | TBA                      |
| John Boyd           | Taiten Kusunoki och Ryan Drees | TBA                      |
| Alan Mackenzie      | Charles Glover                 | TBA                      |

## Mottagande
Detective Conan: The Scarlet Bullet har tjänat in totalt $95,7 miljoner över hela världen. I Japan sålde filmen 1 533 054 biljetter under sina första tre dagar och tjänade 2 218 130 800 yen vilket var mer än vad den tidigare filmen i serien tjänat in under de första dagarna. Den kom på första plats i japanska biljettkontor och i Kina tjänade filmen in 109 600 000 renminbi under de tre första dagarna och kom även där på första plats i biljettkontor. När filmen släpptes på IMAX tjänade den $1,2 miljoner vilket var den tredje största IMAX-öppningen i Japan.

## Premiär
Detective Conan: The Scarlet Bullet släpptes i ett antal länder på premiärdagen, dessa var Taiwan, Hongkong, Sydkorea, Singapore, Filippinerna, Brunei, Thailand, Vietnam, Tyskland, Schweiz, Liechtenstein, Förenade Arabemiraten, Oman, Kuwait, Bahrain, Qatar, Saudiarabien, Spanien och Macao.
Filmen släpptes senare i Australien, Indonesien, Malaysia, Thailand, Vietnam, Frankrike, Kina, Nya Zeeland och Luxemburg.
På grund av att tidigare filmer i serien blivit misslyckade i Katalonien dubbades inte filmen på spanska vid släppet och istället spelades filmen i spanska biografer med antingen den japanska versionen med undertext eller den katalanska dubbningen.